# Salvador Bacarisse

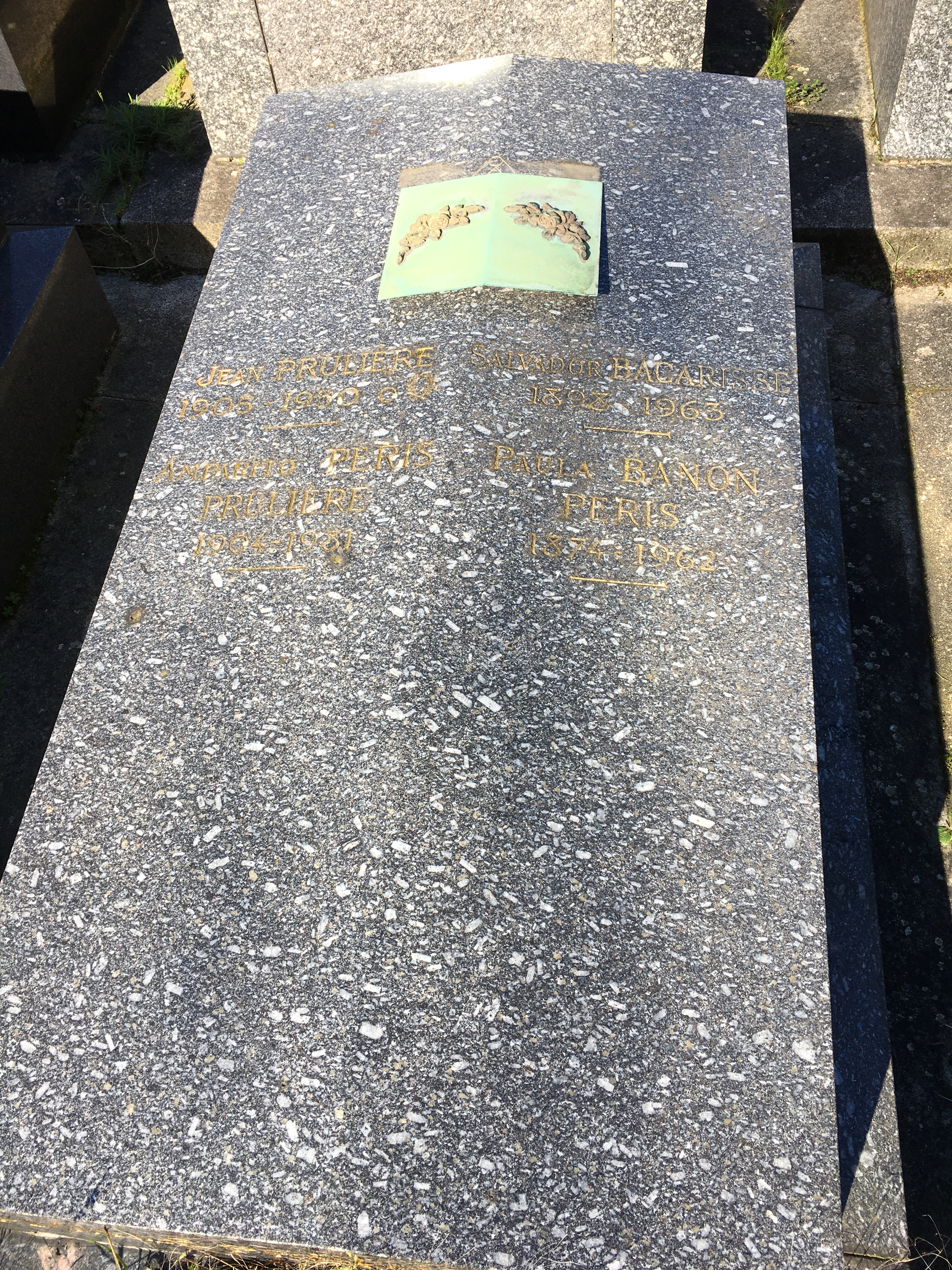
Tomba de Salvador Bacarisse al cementiri de Père Lachaise (París).

Salvador Bacarisse Chinoria (Madrid, 12 de setembre de 1898 - París, 5 d'agost de 1963) compositor espanyol.
Va estudiar al Real Conservatorio de Música a Madrid, amb Manuel Fernández Alberdi (piano) i Conrado del Campo (composició). Ensems estudià Filosofia i Lletres. El 1923 va aconseguir el Premi Nacional de Música per La nave de Ulíses, poema simfonic amb cor femení, i el de 1931 per Música Simfonica.
Bacarisse va ser membre del Grupo de los Ocho (fundat en l'esperit del grup francès de Les Six per combatre el conservadorisme musical) i va ajudar a promoure la música contemporània com a director artístic d'Unión Radio fins al 1936. Donat la seva afinitat política comunista, en acabar la Guerra civil el 1939, Bacarisse va haver exiliar-se a París, rebutjant la dictadura de Franco. Des del 1945 fins a la seva mort va treballar per a la Radio-Télévision Française com a productor de programes en llengua castellana.
Bacarisse va compondre per a piano, per a conjunts de cambra, òpera (incloent-hi El tesoro de Boabdil amb llibret d'André Camp i Francesc Puig Espert, amb la qual va guanyar un premi de la ràdio francesa el 1958), i obres orquestrals incloent-hi dos concerts per a piano i un concert per a violí. La seva obra més cèlebre i interpretada és el Concertino per a guitarra i orquestra en La menor Opus 72, composta el 1952, en estil neoromàntic.

## Estil
Estilisticament fou fidel a la generació que recollia l'herència romàntica, la tècnica impressionista i la tradició popular; és a dir, que l'aparença modernista de la seva obra de principis de segle xx va donar pas, arran de nous procediments --no sentí la sincera necessitat del canvi--, a una posició de conservadorisme.

## Obres
- Corrida de Feria, ballet (1930), el 1937 es presentà al Gran Teatre del Liceu, amb coreògrafia de Joan Magriñà i ballarina principal Trini Borrull.
- Heraldos, estampes simfòniques (1933)
- Tres marxes burlesques, per a orquestra
- La tragedia de Doña Ana, suite simfònica amb cors i recitat
- Sinfonietta, per a piano i orquestra
- Concerto grosso, per a piano i orquestra
- Concertino, per a piano i orquestra
- Concierto i balda, per a piano i orquestra
- Fantasia, per a violí i orquestra
- Tres movimientos concertantes, per a trio de corda i orquestra
- Quartets, varis
- Peces per a piano, et...